# Neurophyseta camptogrammalis
Neurophyseta camptogrammalis là một loài bướm đêm trong họ Crambidae.